# Amon AF101
Chronologie des modèles (1974)
Aucun Aucun
L'Amon AF101 est une monoplace de Formule 1 engagée par l'écurie Chris Amon Racing, ayant couru cinq Grands Prix lors du championnat du monde de Formule 1 1974. Elle a été pilotée par Chris Amon, remplacé par Larry Perkins lors du Grand Prix d'Allemagne où il était malade.

## Historique
À la fin de saison 1972, Chris Amon quitte Matra Sports et cherche un volant pour le championnat 1973. Il doit courir dans la modeste écurie italienne Tecno en fin de la saison 1973 et décide alors de se lancer dans la conception de sa propre voiture avec l'aide de Gordon Fowell et du financement de John Dalton
La monoplace est une synthèse de March 731 au niveau de la boîte à air et de Lotus 72E au niveau des barres de torsion et des radiateurs latéraux. Elle est construite sur la base d'un châssis monocoque en aluminium avec réservoir situé entre le cockpit et le moteur V8 Ford Cosworth DFV. 
Amon se qualifier en vingt-troisième place à son volant lors du Grand Prix d'Espagne mais abandonne au 22e tour à la suite d'une rupture des freins. La monoplace montre rapidement ses limites puisqu'elle rencontre de nombreux problèmes en qualifications. En Belgique, Amon ne peut pas courir car la voiture n'est pas disponible à temps. À Monaco, le pilote néo-zélandais se qualifie honorablement compte tenu des capacités de sa monture (en vingtième place) mais ne prend pas part à l'épreuve à cause d'un problème technique.
Au Grand Prix d'Allemagne disputé sur le grand Nürburgring, les deux AF101, de Larry Perkins et Chris Amon, malade ce jour-là, réalisent les deux derniers temps des qualifications (Perkins à 22 secondes du dernier qualifié et Amon à plus d'une minute) et ne peuvent prétendre à prendre le départ. 
Les Amon font l'impasse sur le Grand Prix d'Autriche puis, à  Monza, Amon, seul engagé, est à nouveau hors du coup à deux secondes du dernier qualifié, Henri Pescarolo. Chris Amon, conscient des limites de sa monoplace, prend le départ du Grand Prix du Canada depuis l'avant-dernière place de la grille au volant d'une British Racing Motors. Il a également participé au BRDC International Trophy la même année, sans succès.

## Résultats détaillés en championnat du monde de Formule 1
| Saison | Écurie            | Moteur               | Pneumatiques | Pilotes       | Courses | Courses | Courses | Courses | Courses | Courses | Courses | Courses | Courses | Courses | Courses | Courses | Courses | Courses | Courses | Points inscrits | Classement |
| Saison | Écurie            | Moteur               | Pneumatiques | Pilotes       | 1       | 2       | 3       | 4       | 5       | 6       | 7       | 8       | 9       | 10      | 11      | 12      | 13      | 14      | 15      | Points inscrits | Classement |
| ------ | ----------------- | -------------------- | ------------ | ------------- | ------- | ------- | ------- | ------- | ------- | ------- | ------- | ------- | ------- | ------- | ------- | ------- | ------- | ------- | ------- | --------------- | ---------- |
| 1974   | Chris Amon Racing | Ford-Cosworth DFV V8 | Firestone    |               | ARG     | BRÉ     | AFS     | ESP     | BEL     | MON     | SUÈ     | P-B     | FRA     | GBR     | ALL     | AUT     | ITA     | CAN     | USA     | 0               | Non classé |
| 1974   | Chris Amon Racing | Ford-Cosworth DFV V8 | Firestone    | Chris Amon    |         |         |         | Abd     | Forf    | Np      |         |         |         |         | Nq.     |         | Nq.     |         |         | 0               | Non classé |
| 1974   | Chris Amon Racing | Ford-Cosworth DFV V8 | Firestone    | Larry Perkins |         |         |         |         |         |         |         |         |         |         |         |         | Nq.     |         |         | 0               | Non classé |

Légende : ici 